# David Ramsey
Pour les articles homonymes, voir Ramsey.
David Ramsey est un acteur américain, né le 17 novembre 1971 à Détroit (Michigan).
Il est notamment connu pour son rôle de John « Dig » Diggle / Spartan dans la série Arrow (2012-2020).

## Biographie
Fils de Jeraldine et Nathaniel Ramsey, David grandit dans le Michigan, au sein d'une famille composée de six enfants.
David Ramsey a été diplômé au lycée Mumford (en), puis il a continué à l'université de Wayne State. Un peu plus tard, il obtient son premier rôle dans le film Scared Stiff qui sort en 1987.

### Carrière
En 1995, il commence sa carrière d'acteur avec plusieurs petits rôles dans des films ou des séries télévisées qui lui permettent d'obtenir davantage d'expérience dans le domaine. Il joue notamment dans divers films comme Le Professeur foldingue ou Les Ailes de l'enfer. Il a joué également dans des téléfilms et des séries comme Ghost Whisperer et Charmed.
David Ramsey devient connu du grand public avec son personnage d'Anton Briggs dans la série américaine Dexter.

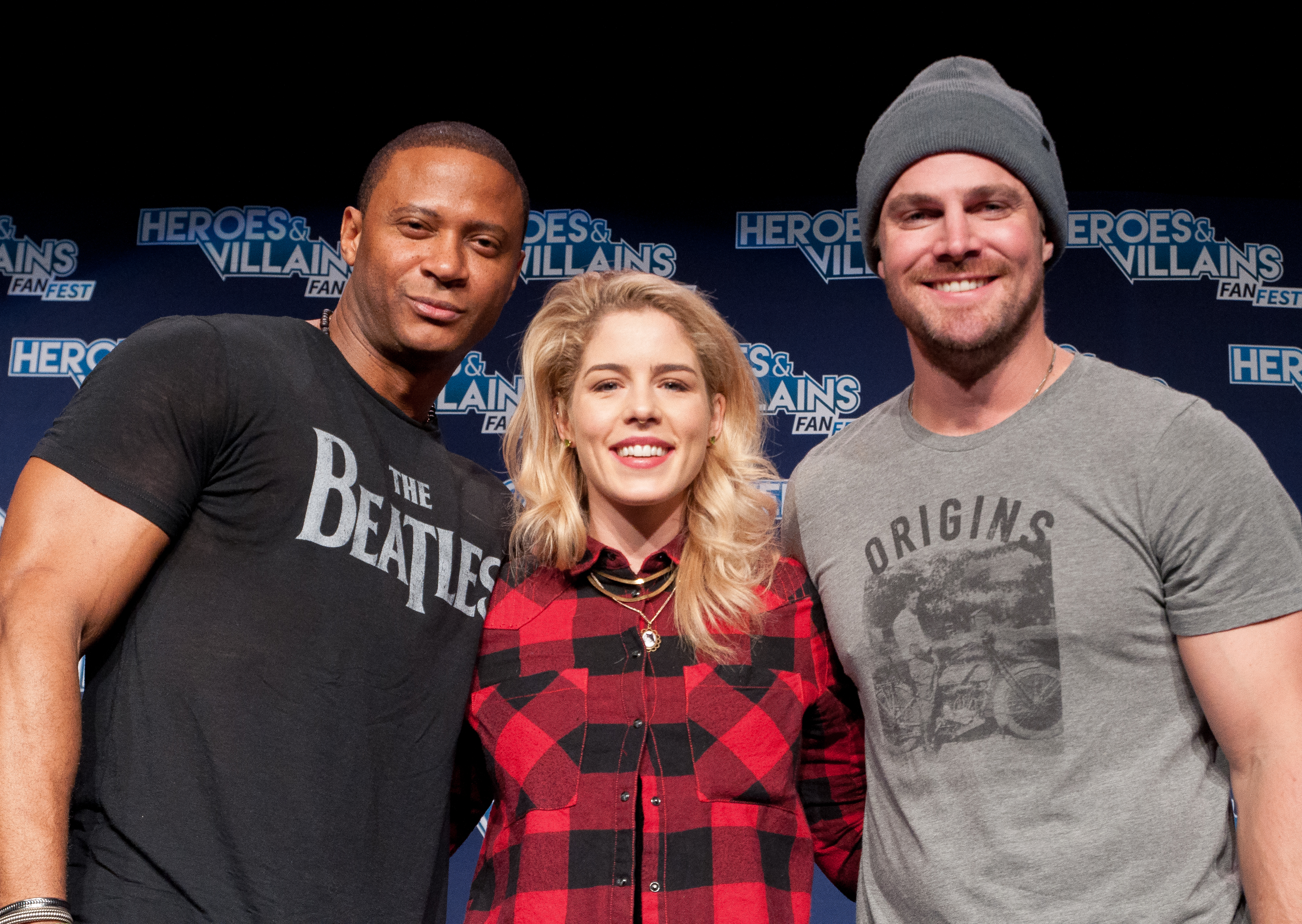
David Ramsey, Stephen Amell et Emily Bett Rickards à la convention Heroes and Villains Fan Fest en 2017.

À partir de 2012, il endosse le rôle de John « Dig » Diggle / Spartan, membre de l'équipe d'Oliver Queen / Green Arrow, sauveur de Starling City, dans Arrow, la série adaptée des comic-books populaires de l’écurie DC Comics. Elle connaît un beau succès, et ce dès son lancement, sur la chaîne The CW. Il reprend ensuite ce rôle dans les séries du même univers, Flash, Legends of Tomorrow et Supergirl. 

Logo de la série Arrow.

Le 4 mars 2019, la production annonce que la huitième saison d'Arrow composée de 10 épisodes, sera la dernière de la série. La série prendra fin début 2020 avec un total de 170 épisodes.
En décembre 2020, la CW annonce que l'acteur réalisera cinq épisodes des séries de l'univers Flash, Supergirl, Legends of Tomorrow, Batwoman et Superman & Lois et que son personnage apparaitra dans les cinq séries pour un arc[C'est-à-dire ?] spécial.

### Vie privée
David est un expert en arts martiaux, il possède une ceinture noire en jeet kune do. Il maîtrise aussi le taekwondo, la boxe et le kick-boxing.

## Filmographie

### Cinéma
- 1987 : Scared Stiff : George Masterson
- 1996 : Le professeur foldingue de Tom Shadyac : étudiant
- 1996 : Les Nouvelles Aventures de la famille Brady : Brent
- 1997 : Les Ailes de l'enfer de Simon West
- 1999 : Un de trop : Bill
- 2000 : Un monde meilleur de Mimi Leder
- 2001 : Mr. Bones : Vince Lee
- 2004 : Hair Show : Cliff
- 2005 : Resurrection: The J.R. Richard Story  : J.R. Richard
- 2007 : Kill Bobby Z : Wayne
- 2008 : The Coverup : Bill Daily
- 2009 : The Rub : Cam Stewart
- 2009 : Mother and Child : Joseph
- 2014 : Le Pari (Draft Day) d'Ivan Reitman : Thompson
- 2015 : Accidental Love de David O. Russell : Harschtone
- 2015 : Guitar Hero Challenge : John « Dig » Diggle / Spartan (court-métrage)
- 2016 : Superhero Fight Club 2.0 : John « Dig » Diggle / Spartan (court-métrage)
- 2018 : Suit Up : John « Dig » Diggle / Spartan (court-métrage)

### Télévision
- 1977 : Lovers and Friends : Rhett Saxton
- 1995 : Murder One : Reporter
- 1996 : Space 2063 : Superviseur
- 1996 : Liaison coupable : Shep Walker
- 1996 : Deutschlandlied : George
- 1997-1998 : The Good News : Pasteur David Randolph (22 épisodes)
- 1998 : CHiPs '99 : McFall
- 1998 : Flora et les siens : Booker Palmer
- 1999 : Mutinerie : Vernon Nettles
- 2000 : Ali - Un héros, une légende : Cassius Clay / Muhammad Ali
- 2000-2001 : For Your Love : Brian
- 2001 : Girlfriends : Randall Potter
- 2001 : Les voleurs : Agent Victor
- 2002 : For the People
- 2002 : Romeo Fire
- 2002 : Le Protecteur (The Guardian) : avocat de Debord
- 2002-2003 : One on One : Jayden
- 2003 : The Flannerys : Sam Gable
- 2003 : La Vie avant tout : Jake Cortese
- 2003 : NCIS : Enquêtes spéciales de Donald Bellisario : agent spécial Owens (saison 1, épisode 5 : La Momie)
- 2004 : Preuve à l'appui : Agent Scannell
- 2004 : Les Experts : Miami : Officier Everhart
- 2004 : Second Time Around : Travis Byrd
- 2004 : Charmed : Démon (saison 6, épisode 21)
- 2005-2008 : Ghost Whisperer : Will Bennett (4 épisodes)
- 2005 : Huff : Clay
- 2005 : All of Us : Rusty (6 épisodes)
- 2005 : Jane Doe: The Wrong Face : Mac
- 2005 : Central Booking : Troy Stonebreaker
- 2006 : Hello Sister, Goodbye Life : oncle Dennis Klein
- 2006 : À la Maison-Blanche : Teddy
- 2006 : Virus - Nouvelle menace : Curtis Ansen
- 2006 : Les experts : Gerald Crowley
- 2007 : Esprits criminels : Wakeland (saison 2, épisode 16 : La Couleur de la mort)
- 2007 : Journeyman : Wilson Hargreaves
- 2008 : Hollywood Residential : Don Merritt (8 épisodes)
- 2008 : Wildfire : docteur Noah Gleason (8 épisodes)
- 2009 : Castle : Jim Wheeler (1 épisode)
- 2008-2009 : Dexter : Anton Briggs (saisons 3 et 4 - 17 épisodes)
- 2010 : Grey's Anatomy : Jimmy Thompson (saison 6, épisode 19)
- 2010 : Outlaw : Al Druzinsky (8 épisodes)
- 2010-2011 : The Defenders : ADA Ward / A.D.A. Matt Ward (3 épisodes)
- 2011-2017 : Blue Bloods : Carter Poole, le maire (20 épisodes)
- 2012-2020 : Arrow : John « Dig » Diggle / Spartan
- 2014-2023 : The Flash : John « Dig » Diggle / Spartan (11 épisodes)
- 2016-2021 : Legends of Tomorrow : John « Dig » Diggle / Spartan (4 épisodes)
- 2021 : Legends of Tomorrow : Bass Reeves (S06E08)
- 2018-2021 : Supergirl : John « Dig » Diggle / Spartan (2 épisodes)
- 2021-2022 : Batwoman : John « Dig » Diggle / Spartan (2 épisodes)
- 2021-2022:  Superman & Lois : John « Dig » Diggle / Spartan (2 épisodes)
- 2022 : The Rookie: Feds : Gred Wright